# Alan Wallace

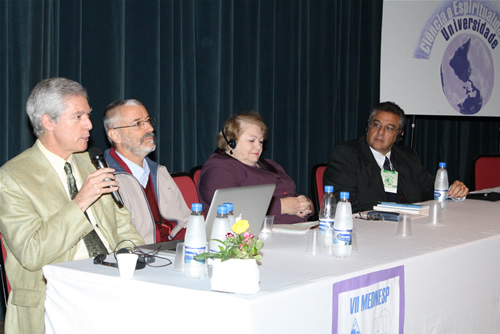
Alan Wallace, Padma Samten, Marlene Rossi Severino Nobre en Roberto Lúcio Vieira de Souza, UFRGS, 2009

B. Alan Wallace (Pasadena (Californië), 1950) is een Amerikaans schrijver, boeddholoog en tibetoloog.

## Studie
In 1968 begon hij aan de Universiteit van Californië - San Diego met de studie van de biologie en filosofie. Zijn derde jaar studeerde hij aan de Georg-August-Universität Göttingen in Duitsland, waar hij overstapte naar de studie Tibetaans en Tibetaanse cultuur.
Om volledig op te kunnen gaan in de studie van het Tibetaans boeddhisme besloot hij zijn studie te onderbreken in 1971 en te vertrekken naar Dharamsala in Noord-India, waar hij zich inschreef voor lessen aan de Library of Tibetan Works and Archives dat onder auspiciën van de veertiende dalai lama, Tenzin Gyatso, was opgericht. In 1973 werd hij gewijd als boeddhistische monnik en schreef hij zich in voor het Instituut voor Boeddhistische Dialectiek waar hij studeerde tot 1974. Het jaar erop ontving hij de volledige kloosterlijke inwijding van de dalai lama die hem aanraadde naar de bekende boeddhistische beschouwer geshe Rabten te gaan, die verbonden is aan het Tibet Instituut in Zwitserland.
Twee jaar later vervolgde hij zijn training en begon ook te onderwijzen aan het Center for Higher Tibetan Studies in Mt. Pelerin, Zwitserland, terwijl hij nog steeds studeerde bij Geshe Rabten en enkele andere boeddhistische beschouwers. In 1979 kwam hij onder aanmoediging van de dalai lama terug in India, waar hij een serie afgezonderde meditaties begon, eerst onder leiding van de dalai lama en later in Sri Lanka en de Verenigde Staten.
In 1984 begon hij aan het Amherst College, waar hij als onafhankelijk wetenschapper studeerde en cum laude de bachelorgraad behaalde in natuurkunde en wetenschapsfilosofie. Hij studeerde daarnaast Sanskriet. Zijn proefschriften luidden Choosing Reality: A Contemplative View of Physics and the Mind en Transcendent Wisdom: A Commentary on the Ninth Chapter of Shantideva's Guide to the Bodhisattva Way of Life.
In 1995 behaalde hij een Ph.D in godsdienstwetenschap aan de Stanford-universiteit, waar hij eveneens wetenschapsfilosofie bestudeerde. Zij proefschrift luidde hier The Bridge of Quiescence: Experiencing Tibetan Buddhist Meditation. In deze tijd schreef hij eveneens The Taboo of Subjectivity: Toward a New Science of Consciousness.

## Professoraat
In 1997 ging hij naar de faculteit van Godsdienstwetenschappen van de Universiteit van Californië - Santa Barbara en gaf hij les in Tibetaans boeddhisme, Tibetaans en Tibetaanse cultuur. Daarnaast bestudeerde hij en gaf hij les in de raakvlakken van de bewustzijnstudie en wetenschappelijke disciplines, zoals de psychologie, cognitieve neurowetenschap en de natuurkunde.
In 2001 verliet hij deze positie om zich een half jaar te wijden aan meditatie in het hoge woestijngebied van Oost-Californië. In 2003 richtte hij het Santa Barbara Institute for Consciousness Studies op, een niet-gouvernementele organisatie die zich bezighoudt met de raakvlakken tussen wetenschappelijk en beschouwelijk onderzoek.
Alan Wallace onderwees in Azië, Europa, het Amerikaanse continent en Australië.